# Zimbabue en los Juegos Paralímpicos de Pekín 2008
Zimbabue estuvo representado en los Juegos Paralímpicos de Pekín 2008 por dos deportistas, un hombre y una mujer. El equipo paralímpico zimbabuense no obtuvo ninguna medalla en estos Juegos.